# Franco Bernabè
Franco Bernabè (Vipiteno, 18 settembre 1948) è un banchiere, dirigente d'azienda e dirigente pubblico italiano.

## Biografia

### Studi
Si è laureato in scienze politiche con lode e dignità di stampa (curriculum economico) nel 1973 presso l'Università degli Studi di Torino e ha lavorato come ricercatore di economia presso la Fondazione Luigi Einaudi di Torino dal 1973 al 1976. Dal 1975 al 1976 è stato professore incaricato di politica economica presso la scuola di amministrazione industriale dell'Università di Torino. È autore di diverse pubblicazioni economiche ed è stato insignito della laurea honoris causa in scienze ambientali dall'Università di Parma, il 28 novembre 1997. Nella sua carriera è importante la figura dell'ex ministro Franco Reviglio, di cui è stato collaboratore, diventando così noto come membro del gruppo dei "Reviglio boys".

### Vita privata
Franco Bernabè è sposato e ha due figli.

## Carriera

### Inizi
Nel 1976 entra nel dipartimento di Economia e Statistica dell'OCSE a Parigi, in qualità di Senior Economist e Principal Administrator; due anni più tardi, nel 1978, passa al dipartimento di Pianificazione di Fiat, come Chief Economist.

### Eni
Entrato in Eni nel 1983 come assistente del presidente, in seguito diventa Direttore centrale per la pianificazione, il controllo e lo sviluppo, per proseguire la carriera e divenirne dopo nove anni, il 3 agosto 1992, amministratore delegato (a seguito della trasformazione dell'Eni in S.p.A. con D.L. n. 333 dell'11 luglio 1992, convertito nella legge n. 359 dell'8 agosto 1992). L'Eni all'epoca è una conglomerata con oltre 330 aziende, operanti nei settori più diversi, molte delle quali in precarie condizioni economiche e finanziarie, che contribuiscono a una perdita consolidata del Gruppo per oltre 800 miliardi di lire. Dopo la nomina avvia un programma di trasformazione della società focalizzandosi sul core business (idrocarburi e chimica) al fine di portare sul mercato l'Eni nella sua interezza, evitando lo smembramento che era auspicato da molti sia all'interno del Gruppo sia all'esterno. Grazie a questa strategia l'Eni si concentra sulla ricerca, produzione e commercializzazione di petrolio e gas, divenendo una delle principali major mondiali del settore, mentre vengono dismesse le attività non core, tra cui, in particolare, quelle del settore meccanico, del miniera-metallurgico, del meccano-tessile e del comparto chimico non strettamente correlato al core business. A tale strategia si accompagna un piano di miglioramento di efficienza per allineare l'Eni alle best practice internazionali (riduzione dei costi, razionalizzazione della struttura partecipativa e semplificazione dei processi decisionali con una riduzione consistente delle posizioni manageriali. Il processo di trasformazione consentirà la quotazione della Società il 28 novembre 1995 alle borse di Milano, NYSE e Londra con il collocamento sul mercato da parte del Tesoro del 15% della Società. Dopo l'IPO vengono effettuati i collocamenti sul mercato di ulteriori tre tranche di azioni Eni per un incasso complessivo per lo Stato italiano di oltre 41,000 miliardi di lire, somma che ha rappresentato il maggiore ricavato mai conseguito da un governo in Europa per la vendita di una singola società. A seguito dei collocamenti effettuati, la partecipazione dello Stato Italiano nell'Eni scende al 35%, livello al quale rimane fino al 2001 quando il Tesoro con la modalità dell'accelerated book building cede un'ulteriore tranche del 4,3%. Negli ultimi anni del suo mandato avvia un nuovo programma di efficienza operativa e semplificazione, realizzata principalmente con la divisionalizzazione dell'Eni, che da holding di gestione di partecipazioni diviene società operativa: il primo step di tale processo viene realizzato nel 1998 con l'incorporazione nell'Eni dell'Agip, la principale società del Gruppo, operante nell'attività di upstream petrolifero; nel 1999 sono avviati i processi di divisionalizzazione delle attività di downstream petrolifero (Agip Petroli) e di produzione e distribuzione del gas naturale (Snam e Italgas); nel 1998, ultimo anno della sua gestione, l'Eni è la prima società italiana per capitalizzazione, la quinta al mondo tra le società petrolifere quotate, e lo Stato ha potuto beneficiare nel collocamento della quarta tranche di una rivalutazione del 118% del valore delle azioni rispetto ai livelli dell'IPO.

### Telecom Italia
Nel novembre 1998 Bernabè viene scelto come amministratore delegato di Telecom Italia su indicazione del nucleo stabile di azionisti di Telecom Italia formato da IFIL, IMI, UniCredit e altri. A febbraio 1999, Olivetti di Colaninno lancia un'OPA su Telecom Italia, a cui Bernabè si dice contrario - studia infatti delle contromisure (tra cui la fusione con Deutsche Telekom). L'OPA ha inizio a maggio e Olivetti raggiunge il 51% delle azioni di Telecom Italia. A giugno 1999 Bernabè lascia Telecom Italia dopo aver messo in guardia dalle conseguenze che il carico di debiti generato dall'OPA avrebbe avuto sulle prospettive di sviluppo della società e dell'intero settore delle telecomunicazioni italiane.

### FB Group
Nel 2000 Bernabè fonda FB Group, holding di partecipazioni e management company di un Gruppo attivo nel settore della consulenza strategica (dove opera in un primo tempo in partnership con IMI e successivamente con Banca Intesa), dell'ICT e delle energie rinnovabili. In particolare, si è dedicato al settore delle telecomunicazioni - come fondatore di Andala e come azionista di Netscalibur e di Telit, contribuendo alla ristrutturazione delle due società - e al settore del software attraverso le società del Gruppo Kelyan, - cedute nell'ottobre 2009 a un altro gruppo di controllo -, impegnate nello sviluppo di soluzioni ICT per le imprese e servizi a valore aggiunto per l'industria delle telecomunicazioni. Dal 2004 al 2007 è stato vice presidente di Rothschild Europe, dove contribuisce alla realizzazione di numerose importanti operazioni di M&A a livello europeo.

### Ritorno a Telecom Italia

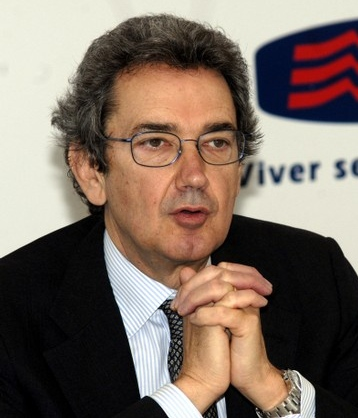
Franco Bernabè nel 2008

Il 3 dicembre 2007, Bernabè è nominato amministratore delegato di Telecom Italia per la seconda volta su proposta degli azionisti italiani raggruppati in Telco, tornando nell'azienda da lui guidata prima delle gestioni Tronchetti Provera e Colaninno. Il consiglio di amministrazione di Telecom Italia del 13 aprile 2011 lo ha nominato presidente esecutivo. Il 3 ottobre 2013 Bernabè si dimette in seguito alla verifica dell'impossibilità di procedere all'aumento di capitale necessario per accelerare la realizzazione della rete di telecomunicazioni di nuova generazione e alla decisione degli azionisti italiani di cedere il controllo a Telefónica. Ritornato in FB Group, rilancia le attività di advisory finanziario e, come advisor dei due fondi di private equity Advent e Bain Capital contribuisce alla acquisizione di ICBPI, banca specializzata nei servizi di pagamento creata dal sistema delle banche popolari.
Nell'aprile 2016 diviene presidente della commissione nazionale italiana per l'UNESCO.
Nel dicembre 2015 è nominato presidente di CartaSì e vice presidente dell'ICBPI, istituto di cui diventa presidente il 22 giugno 2016.

### Presidente di Acciaierie d’Italia
Il 21 luglio 2021 viene nominato presidente del consiglio di amministrazione di Acciaierie d'Italia, società partecipata da Invitalia e ArcelorMittal; Bernabè e altri due consiglieri (Stefano Cao e Carlo Mapelli) sono espressione del socio pubblico.

### Incarichi pubblici

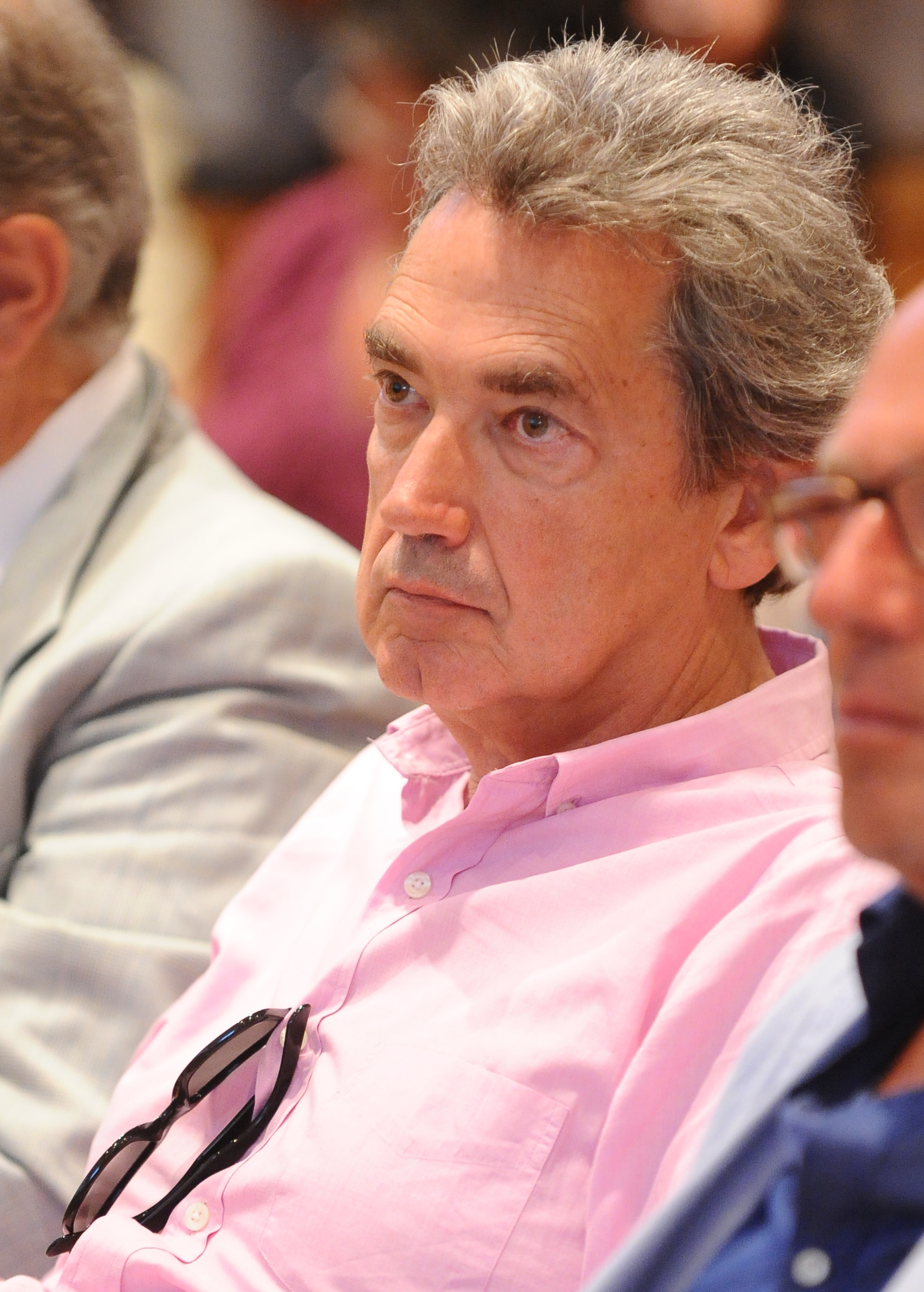
Franco Bernabè nel 2012

Bernabè ha ricoperto vari incarichi pubblici pro-bono:
- nel 1999 è stato nominato, dal presidente del consiglio dei ministri Massimo D'Alema, rappresentante speciale del governo italiano per la ricostruzione del Kosovo[19]
- dal 2001 al 2003 è stato presidente della Biennale di Venezia[20];
- dal 2004 al 2014 è presidente del Museo d'arte moderna e contemporanea di Trento e Rovereto di Trento e Rovereto, museo italiano di arte moderna e contemporanea[21], consolidandone l'immagine di istituzione leader in Italia, superando il milione di visitatori nel primo quinquennio e raggiungendo nel 2009 la cifra record di 283.000 visitatori;
- nel 2006 è nominato Vice Presidente di Roma Europa Festival, carica che mantiene fino al 2008;
- è stato membro dell'Advisory Board del Council on Foreign Relations;
- nel 2014 è nominato presidente dell'Azienda Speciale Palaexpo, ente strumentale di Roma capitale che gestisce un sistema di offerta culturale multidisciplinare che si svolge nelle strutture affidate all'azienda: le Scuderie del Quirinale, il Palazzo delle esposizioni, la Casa del Jazz. Si dimette agli inizi del 2015 in seguito al mancato finanziamento da parte del comune di Roma;
- nel 2015 è nominato presidente della Fondazione La Quadriennale di Roma, istituzione nazionale che ha il compito di promuovere l'arte contemporanea italiana e che realizza l'Esposizione Quadriennale d'Arte;
- nel 2016 è nominato presidente della commissione italiana per l'UNESCO che ha lo scopo di favorire la promozione, il collegamento, l'informazione, la consultazione e l'esecuzione dei programmi UNESCO in Italia.
- già membro del consiglio del Peres Center for Peace, nell'Advisory Board dell'Observatoire Méditérranéen de l'Énergie, (di cui è stato presidente dal 1993 al 1995)[22], è stato per dodici anni consigliere di amministrazione e dell'Audit Commette di PetroChina)[23], la principale società petrolifera cinese, ruolo che ha ricoperto in passato anche in altre società italiane e internazionali quotate, come Fiat e TNT[24];
- dal 2011 al 2013 è stato presidente di GSMA,[25] organizzazione internazionale che riunisce gli operatori di telefonia mobile, ed è membro dell'European Roundtable of Industrialists[26] e dell'International Council di JP Morgan;
- è presidente della commissione nazionale italiana per l'UNESCO[27]

## Altro
- Le esperienze di management di Franco Bernabè alla guida di Eni e di Telecom Italia sono state oggetto di due case studies della Harvard Business School, pubblicati rispettivamente nel dicembre 1997 e nel dicembre 1999.[1][28]

## Opere
- Franco Bernabè, Libertà vigilata. Privacy, sicurezza e mercato nella rete, Collana Saggi Tascabili, Roma-Bari, Laterza, 2012, ISBN 978-88-420-9946-8.[29]
- Franco Bernabè, A conti fatti. Quarant'anni di capitalismo italiano, a cura di Giuseppe Oddo, Collana Serie Bianca, Milano, Feltrinelli, 2020, ISBN 978-88-071-7374-5.